# Gene Watts
Eugene „Gene“ Watts (* 22. Februar 1936 in Warrensburg, Missouri, Vereinigte Staaten) ist ein US-amerikanischer Posaunist. Er war Gründungsmitglied des Blechbläserquintetts Canadian Brass.

## Leben
Watts wuchs in Sedalia auf und spielte Posaune zunächst im Jazz. Er studierte an der University of Missouri School of Music in Columbia, wo er 1959 den Bachelor of Music erhielt. Sein Studium finanzierte er durch die von ihm gegründete „Missouri Mudcats Dixieland Band“. Es folgte eine Zeit am New England Conservatory of Music in Boston sowie am Tanglewood Music Center.
Nachdem er in mehreren US-amerikanischen Sinfonieorchestern spielte (North Carolina, San Antonio und Milwaukee) holte ihn Seiji Ozawa als Soloposaunisten zum Toronto Symphony Orchestra nach Kanada. Dort traf er den Tubisten Chuck Daellenbach, mit dem er 1970 das Blechbläserquintett Canadian Brass gründete, dem er bis 2010 angehörte.
Gene Watts ist mit der Filmemacherin Barbara Willis Sweete verheiratet und lebt in Toronto. Er interessiert sich für Meditation.
Er erhielt die Ehrendoktorwürde der University of Missouri (2002) sowie des New England Conservatory.